# مارثا كينغ
مارثا كينغ (بالإنجليزية: Martha King)‏ هي مُدرسة نيوزيلندية وأيرلندية، ولدت في 1803 في مقاطعة كورك في جمهورية أيرلندا، وتوفيت في 31 مايو 1897 في نيو بلايموث في نيوزيلندا.